# 쁠라이프라야군
쁠라이프라야군은 끄라비주의 행정 구역이다. 이 지역의 총 인구 수는 6년 기준으로 35434명이다. 인구 밀도는 81.8km2이다.

## 행정 구역
| 번호 | 지명        | 태국어 지명 | 빌리지 | 인구   |  |
| 1.   | Plai Phraya | ปลายพระยา   | 13     | 16,692 |  |
| 2.   | Khao Khen   | เขาเขน      | 6      | 6,166  |  |
| 3.   | Khao To     | เขาต่อ       | 7      | 7,026  |  |
| 4.   | Khiri Wong  | คีรีวง        | 7      | 5,550  |  |

|  | 이 글은 지리에 관한 토막글입니다. 여러분의 지식으로 알차게 문서를 완성해 갑시다. |